# Odd Martinsen
Odd-Willy Martinsen (Nittedal, 20 dicembre 1942) è un ex fondista norvegese.
È padre di Bente, a sua volta fondista di alto livello

## Biografia
Fu attivo negli anni sessanta e settanta. In carriera ha preso parte a due edizioni dei Giochi olimpici invernali, Grenoble 1968 (8° nella 15 km, 2° nella 30 km, 18° nella 50 km, 1° nella staffetta) e Innsbruck 1976 (8° nella 15 km, 9° nella 30 km, 2° nella staffetta) e a tre dei Campionati mondiali, vincendo cinque medaglie.

## Palmarès

### Olimpiadi
- 3 medaglie, tutte valide anche ai fini iridati:
  - 1 oro (staffetta a Grenoble 1968)
  - 2 argenti (30 km a Grenoble 1968; staffetta a Innsbruck 1976)

### Mondiali
- 5 medaglie, oltre a quelle conquistate in sede olimpica e valide anche ai fini iridati:
  - 1 oro (staffetta a Oslo 1966)
  - 1 argento (15 km a Vysoké Tatry 1970)
  - 3 bronzi (15 km a Oslo 1966; 30 km a Vysoké Tatry 1970; staffetta a Falun 1974)

## Riconoscimenti
Nel 1969 fu premiato con la Medaglia Holmenkollen, uno dei più prestigiosi riconoscimenti dello sci nordico.